# Thomas Rabe (manager)
Thomas Rabe (Lussemburgo, 6 agosto 1965) è un manager tedesco, dal 2012 presidente e amministratore delegato del gruppo Bertelsmann dopo aver fatto parte del board esecutivo dal 2006. Sotto la sua guida, il gruppo è diventato più internazionale, più digitale e più diversificato. In particolare, ha portato avanti il business dei diritti musicali e della divisione didattica. Inoltre, Rabe è stato nominato amministratore delegato di RTL Group nel 2019..

## Biografia
Nato in Lussemburgo e cresciuto a Bruxelles dove il padre era dal 1968 uno dei primi funzionari della Commissione europea del carbone e dell'acciaio, Rabe ha preso la licenza liceale presso la scuola europea di Bruxelles Si è laureato in Economia aziendale nel 1989 presso l'Università di Aquisgrana, nel 1995 ha conseguito un dottorato presso l'Università di Colonia con una tesi sulla liberalizzazione e la deregolamentazione del mercato europeo comune nel settore assicurativo. Durante gli studi fu bassista del gruppo punk White Lies. In aggiunta al tedesco nativo, parla inglese, francese, olandese e spagnolo.

## Carriera
Dopo il conseguimento della laurea, lavora per un anno per la Commissione europea presso la Direzione Generale per le Istituzioni Finanziarie e il Diritto Societario. Un anno dopo, si unì al suo supervisore per trasferirsi nello studio legale Forrester, Norall & Sutton, che oggi appartiene a White & Case. Lì gestiva i conti dei clienti dell'Unione europea, degli Stati Uniti e del Giappone.  Nel 1991, Rabe è stato impiegato presso l'agenzia Treuhand di Berlino. In tale veste si occupò anche della privatizzazione dei beni del Ministero per la Sicurezza dello Stato e l'Esercito popolare nazionale dell'ex RDT. Nel 1993 è stato promosso a capo del dipartimento di controllo. Successivamente, Rabe è stato coinvolto come responsabile delle acquisizioni presso l'agenzia di investimenti Beteiligungsgesellschaft Neue Länder dell'Associazione delle banche tedesche (BdB),  nell'investire 400 milioni di DM in società della Germania dell'Est. Dopo aver conseguito il dottorato di ricerca, nel 1996 Rabe è stato assunto come capo ufficio dell'amministratore delegato del fornitore di servizi finanziari lussemburghese, Cedel International. Vi ha ricoperto ulteriori incarichi prima di essere nominato CFO nel 1998. Negli anni successivi, ha preparato la fusione di Cedel International con Deutsche Börse Clearing in Clearstream.
Nel 2000, Rabe è entrato a far parte di RTL Group come CFO. Qui era inoltre responsabile della strategia e delle attività televisive e radiofoniche lussemburghesi. Cinque anni dopo, Bertelsmann lo portò a Gütersloh. Rabe è stato nominato CFO del gruppo il 1º gennaio 2006.  Allo stesso tempo, è stato responsabile del Bertelsmann Music Group fino al 2008.  Tra le altre attività, Rabe ha anche negoziato il riacquisto di azioni dal Groupe Bruxelles Lambert.  Inoltre, il gruppo ha istituito un proprio fondo di investimento in Bertelsmann Digital Media Investments.  In seguito Rabe organizzò il ritorno di Bertelsmann nel mondo della musica.   La sua assunzione di Kohlberg Kravis Roberts & Co. come investitore in BMG Rights Management è stata vista come una decisione chiave per lo sviluppo futuro della società musicale.
Secondo quanto riferito, intorno al 2009 Rabe è stato considerato il futuro CEO del gruppo ProSiebenSat.1 Media e della holding di investimenti Franz Haniel & Cie., ma alla fine Rabe è rimasto con Bertelsmann.
Nel 2012 è nominato Amministratore Delegato (CEO) del gruppo Bertelsmann.